# 9919 Унсет
9919 Унсет (9919 Undset) — астероїд головного поясу, відкритий 22 серпня 1979 року.
Тіссеранів параметр щодо Юпітера — 3,509.
Названо на честь Сігрід Унсет (норв. Sigrid Undset, 1882-1949) — норвезької письменниці, лауреата Нобелівської премії 1928 року.